# Agromyza verdensis
Agromyza verdensis är en tvåvingeart som beskrevs av Spencer 1959. Agromyza verdensis ingår i släktet Agromyza och familjen minerarflugor. Inga underarter finns listade i Catalogue of Life.